# Doble propósito
Doble propósito, Trail, BigTrail o Adventure, son una clasificación de motocicletas que pueden funcionar en caminos secundarios o ripio, pistas, calles o carretera tanto pavimentadas como no pavimentadas. Esas motocicletas están diseñadas para competir en un segmento donde las motos destacan por su polivalencia y en sus orígenes servían tanto para ir por asfalto como por tierra. Aunque hay algunos modelos que todavía conservan esta dualidad, la mayoría se encamina cada vez más al asfalto, en busca del concepto “moto total” o Adventure.
En los últimos años estas motos han sufrido una extraordinaria evolución a partir del lanzamiento de la BMW R80G/S en 1980 y que evolucionaría en el segmento "doble propósito", y que incluye desarrollos importantes de otras marcas en este segmento.

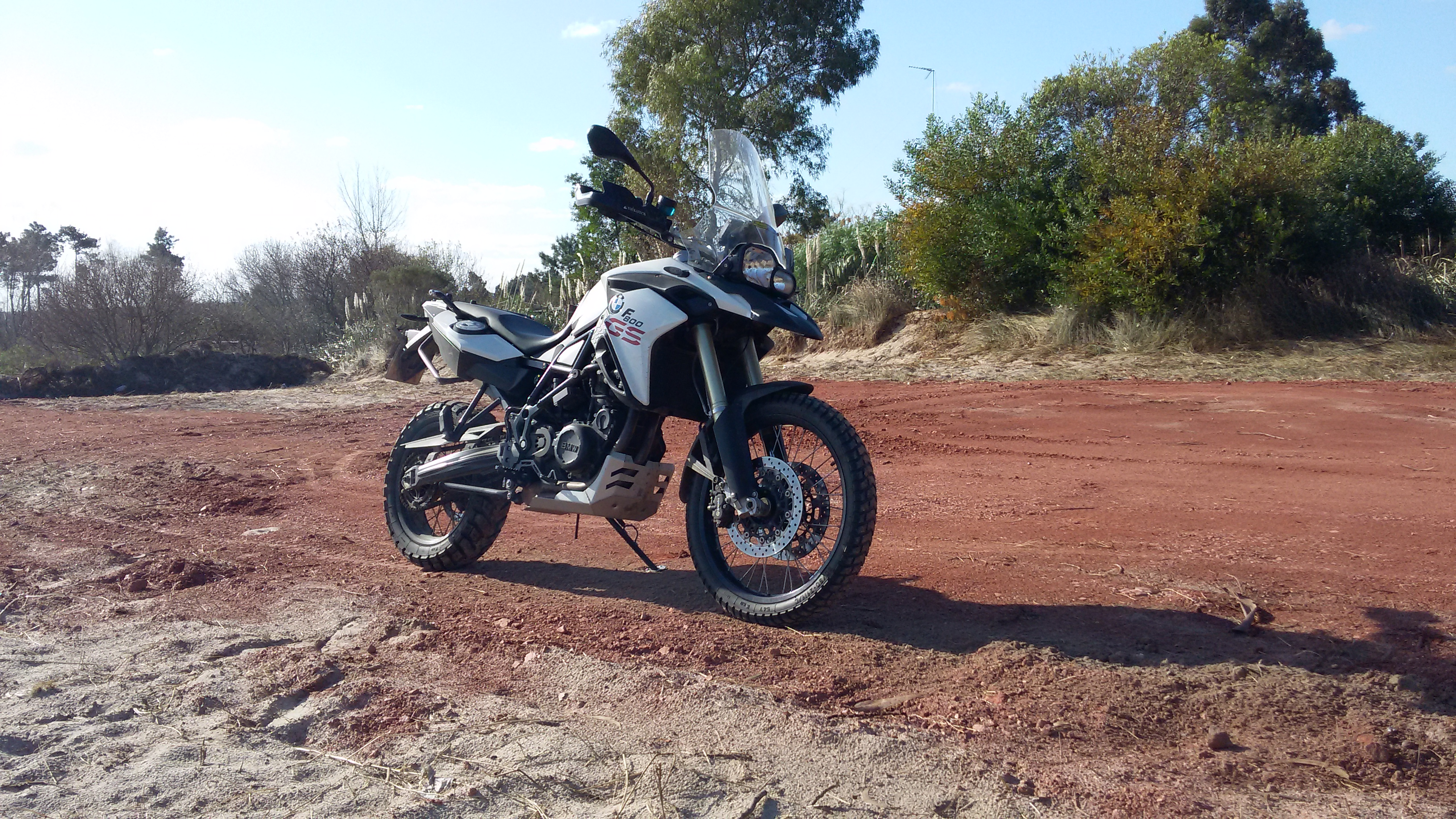
Motocicleta doble propósito

## Evolución
El concepto de una motocicleta versátil para carretera como para fuera de ella es tan antiguo como el motociclismo en sí. La mayoría de las carreteras estaban todavía sin pavimentar cuando las primeras bicicletas motorizadas aparecieron alrededor de 1900. En cierto sentido, todas las motocicletas en ese momento eran duales, destinadas a ser utilizadas tanto en pavimento, así como fuera de él. Los anuncios en la década de 1920 muestran motocicletas en caminos de tierra, levantando nubes de polvo. Para 1940, la mayoría de las carreteras en los países desarrollados estaban pavimentadas y las motocicletas se habían vuelto más pesadas y más orientadas a la calle. En los años 1950 y 1960, los fabricantes británicos como Triumph y BSA ofrecieron versiones de sus motocicletas de calle relativamente ligeras con tubos de escape alto, y les llamaron scramblers.
A Yamaha se le puede acreditar de reavivar el interés popular en las fuera de pavimento que también podría ser montadas en la calle. En 1968 se presentó el gran éxito DT-1 sobre la base de un motor 250cc de dos tiempos. Otros fabricantes siguieron pronto con modelos similares llamados "enduro". Estas máquinas ligeras eran buenas en lodo, tierra y adecuadas en el pavimento.
Durante los siguientes 20 años, los fabricantes comenzaron a producir motocicletas "doble propósito" más pesadas y basadas en motores de cuatro tiempos, ya que buscaron mejores combinaciones de peso-potencia, durabilidad, rendimiento y comodidad. Las máquinas más pesadas eran menos populares entre los "verdaderos" corredores de cross, que comenzaron a modificarlas para crear máquinas para fuera de la carretera, más ligeras y más competitivas.
Suzuki introdujo la DR350 en 1990 y promovida como un DualSport o "dirt bike" en su placa. Los términos "dual-sport" del inglés y "dualie" fueron adoptados rápidamente por los moticiclistas y la prensa especializada.
Los fabricantes utilizan varios nombres diferentes para sus modelos de doble propósito. Suzuki utiliza DualSport para describir sus productos. Kawasaki describe su oferta como doble propósito, Honda las llamaba "Off-road" o fuera de carretera, y otros fabricantes la describían como enduro, o simplemente la lista como los números de modelo. Algunos modelos se describen como "motos de aventura". A pesar de estas diferencias en la terminología, estos modelos pueden ser descritos como dual-sport, que son motocicletas de calle legales que pueden ser operados en el pavimento, caminos de tierra y senderos. Motocicletas doble propósito son la opción más práctica en las zonas rurales en muchas partes del mundo, y al viajar por senderos sin pavimentar.

## Tipos de Doble-propósito

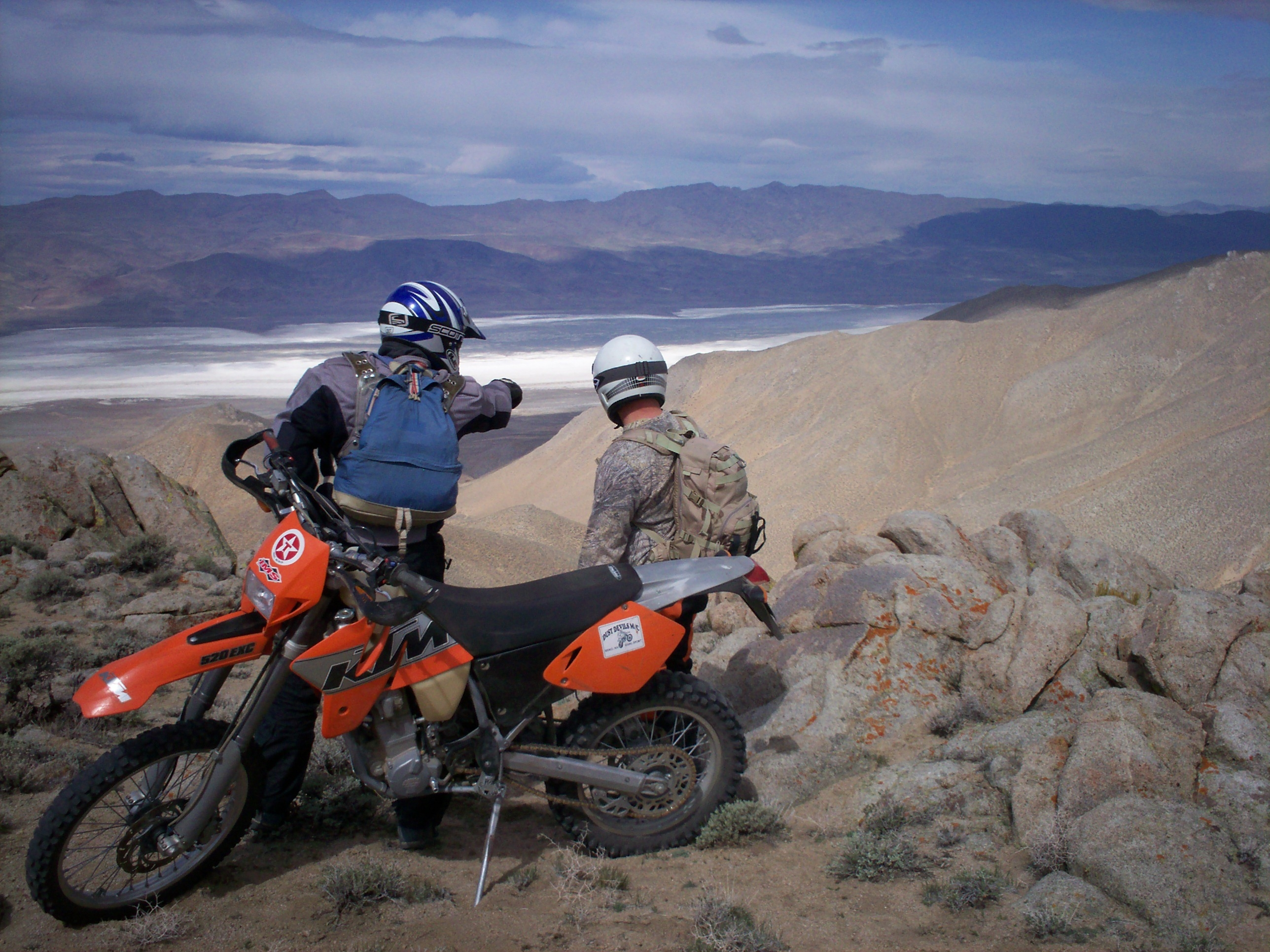
Lightweight KTM 525EXC, basada en la motocicleta ""off-road" de carrera

Términos como doble-propósito, enduro y moto aventura son descripciones comerciales o de "marketing", no tiene definiciones estrictas de peso, potencia, y el uso previsto. Por ejemplo, el doble-propósito ligera ofrecida por Suzuki en 2008 pesa alrededor de 110 kg. (250 libras) y tiene un pequeño motor monocilíndrico con apenas suficiente potencia para su uso en carretera. Las doble-propósito más pesadas ofrecidas también por Suzuki en 2008 pesaban alrededor de 210 kg. (460 libras) y tiene un gran motor de dos cilindros con un suficiente potencia para viajes largos en autopista rutas secundarias. Por lo tanto, es necesario referirse a los fabricantes y los modelos para determinar, según el uso requerido o deseado, las características particulares del modelo.
Se puede decir que hay cuatro formas de crear doble-propósito. Algunos fabricantes añaden equipos para calle a las motocicletas off-road existentes, como puede ser luces, intermitentes, etc.. Estas motocicletas son generalmente ligeras y potentes, a expensas de una vida útil menor y mayor mantenimiento. Este es el enfoque de algunos fabricantes europeos como KTM y Husqvarna. Otros fabricantes comienzan desde cero en el diseño de un nuevo modelo pensadolo para una conducción específica, tanto fuera como dentro de la carretera. Estas motocicletas son generalmente más pesadas y más duraderas que los modelos derivados de las "off-road". Este es el enfoque, de por ejemplo Aprilia, BMW, Honda, Suzuki, Yamaha y Kawasaki. Varios fabricantes modifican motocicletas de carretera para que sean más manejables como motocicletas de monte. Estas motocicletas son, por lo general, más adecuadas para asfalto que para fuera de él.

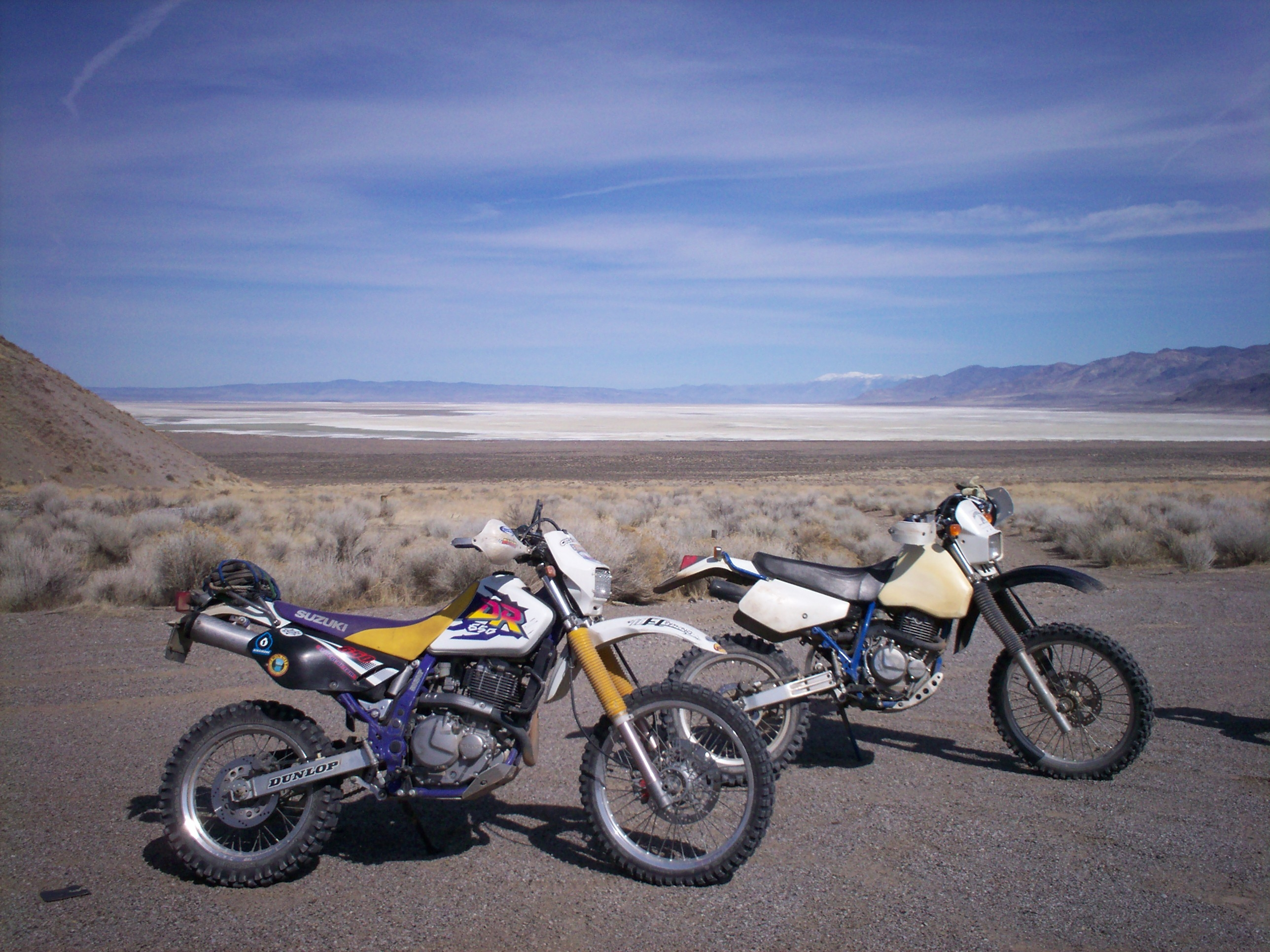
Suzuki DR650 izquierda y DR350 de 1990 a la derecha.

Las Doble-propósito pueden agruparse por peso y el propósito previsto (más pavimento o menos pavimento).

### Doble-propósito ligeras
En un rango de 110 a 140 kg. (250-300 libras). Tienen guardabarros y distancia al suelo altos, además la suspensión que es en general de largo recorrido, y montan de serie neumáticos de tierra agresivos conocidos como "knobbies" (o con tacos). Son las más cercanas a motos de “cross” puras y son más adecuadas para los senderos difíciles y caminos de tierra con ocasionales incursiones en pavimento. Como ejemplos la Italika DM150 y DM200.

### Doble-propósito medianas
En un rango de 140 a 160 kg (300-350 libras). Por lo general tienen menos recorrido de la suspensión y distancia al suelo, y vienen a menudo de serie con neumáticos que ofrecen un comportamiento dual, dentro y fuera de carretera en una proporción 60% (dentro) 40% (fuera). Las medianas se sienten muy a gusto en senderos suaves, caminos de tierra pero también están graduadas para pavimento. Ejemplos de ellas son las Kawasaki KLR650 y la Yamaha XT 600Z Ténéré. 

### Doble-propósito pesadas o Maxi-Trail
Pesan más de 160 kg. (350 libras). Están diseñadas principalmente para los pilotos que quieren realizar viajes de largas distancias en carretera con incursiones ocasionales en caminos de tierra. Por lo general vienen con neumáticos suaves que funcionan mejor en el pavimento 90% (dentro) 10% (fuera). Estas Motocicletas, cada vez más, vienen preparadas para un subconjunto de pilotos que principalmente las utilizan en carreteras y muy ocasionalmente fuera de estas, ya que tienden a ofrecer posición de conducción confortables, capacidad de llevar equipaje (maletas), depósitos de combustibles grandes para recorrer largas distancias, gran cantidad de características electrónicas de conducción. Estas motocicletas son también llamados de "aventura" o "turismo de aventura" un buen ejemplo de estas es la BMW R1200 GS (referente del mercado por muchos años), o KTM 1290 Super Adventure.

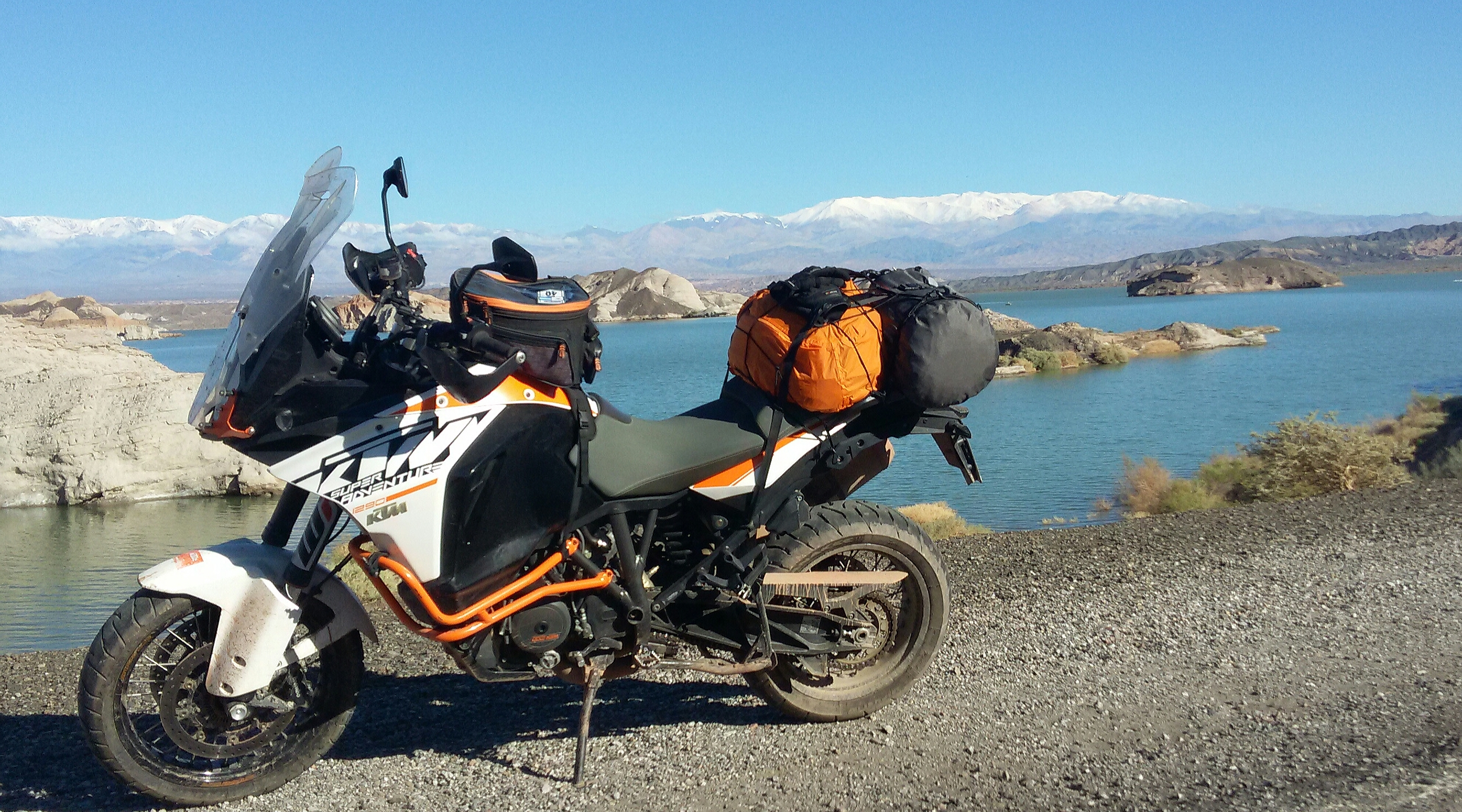
KTM 1290 Super Adventure

Actualmente es un área de mercado en ascenso y nuevos modelos surgen, o se transforman de anteriores, que ofrecen diferentes combinaciones de características cada año. Sin embargo, las leyes del movimiento y la inercia siempre favorecen las motocicletas Doble-propósito ligeras. 
Doble-propósito, por definición, deben renunciar a algo de rendimiento fuera de la carretera para su uso dentro de éstas y algunas de carretera con perfil calle para que sean conducidas en tierra. Los méritos de un modelo en particular solo pueden ser juzgados en relación con los gustos personales del dueño sobre las bondades dentro y fuera de la carretera. Los aficionados pueden argumentar los méritos de los diferentes modelos, versatilidad, doble-propósito, pueden ser alternativas deseables en comparación con las motocicletas más especializadas que solo puede ser montado en un medio ambiente.

## Uso
Se puede decir que las doble-propósito son máquinas especialmente diseñadas para todo tipo de terrenos, como se vio más arriba, algunas más orientadas al "off-road" como por ejemplo la KTM 1190 Adventure R o BMW F800 GS y otras más orientadas al "on-road" como la Ducati Multistrada, de todas formas algunas por más otras por menos su uso netamente dual permite realizar tanto salidas diarias o de fin de semana, como viajes alrededor del mundo, sobre carretera o fuera de ella.

## Equipamiento
Cada día más este tipo de motocicletas vienen equipadas con más accesorios, ya sea electrónicos como complementos, para diferenciarse de sus competidoras. Sin embargo, la industria de los accesorios es muy grande y si bien las mismas marcas fabrican accesorios que se venden como opcionales (ya sea directamente en los concesionarios o diferenciando cada modelo con diferentes niveles de equipamiento). Pero también hay empresas especializadas como por ejemplo la alemana Touratech la italiana Givi y varias más de diferentes países que fabrican todo tipo de accesorios y equipamiento para los diferentes modelos. Desde pequeños protectores para el depósito de líquido de freno hasta grandes maletas de aluminio o sistemas de amortiguación completos. 

### Electrónica
La electrónica hoy en día juega un papel fundamental en este tipo de motocicletas, el mercado impulsa grandes avances en estas áreas que, los clientes cada día compran productos más desarrollados y con mejores prestaciones. Estos avances apuntan principalmente a la seguridad de los pasajeros, como también al mejor disfrute de las motos. ABS, ABS dependiendo del grado de inclinación de la moto o desconectarle en una o en ambas ruedas,  control de tracción configurado para todo tipo de situación (lluvia, asfalto, off-road, deportivo entre otros), velocidad crucero, acelerador electrónico, Quickshifter, son mejoras que ya se están convirtiendo en equipamiento básico de este segmento. Los desarrollos de dispositivos sigue evolucionando cada día más.